# Grekiska cupen (volleyboll, damer)
Grekiska cupen i volleyboll för damer är en årlig cupturnering som arrangeras av Greklands volleybollförbund sedan 1998.

## Resultat per år[1]
| Upplaga                 | Upplaga               | Podium                          | Podium        | Podium                          |
| Säsong                  | Spelplats för finalen | Mästare                         | Matchresultat | Finalist                        |
| ----------------------- | --------------------- | ------------------------------- | ------------- | ------------------------------- |
| 1998-99 mer information | Alexandroupolis       | FO Vrilīssiōn                   | 3 - 0         | Panathinaikos Athlitikos Omilos |
| 1999-00 mer information | Thessaloniki          | FO Vrilīssiōn                   | 3 - 1         | Filathlītikos OGT               |
| 2000-01 mer information | Larissa               | Panellinios GS                  | 3 - 2         | FO Vrilīssiōn                   |
| 2001-02 mer information | Evosmos               | ZAON                            | 3 - 0         | Aias Evosmou                    |
| 2002-03 mer information | Vrilissia             | FO Vrilīssiōn                   | 3 - 0         | Panellinios GS                  |
| 2003-04 mer information | Pireus                | FO Vrilīssiōn                   | 3 - 1         | Panellinios GS                  |
| 2004-05 mer information | Keratsini             | Panathinaikos Athlitikos Omilos | 3 - 1         | FO Vrilīssiōn                   |
| 2005-06 mer information | Markópoulo            | Panathinaikos Athlitikos Omilos | 3 - 1         | Panellinios GS                  |
| 2006-07 mer information | Ej avslutad           | Ej avslutad                     | Ej avslutad   | Ej avslutad                     |
| 2007-08 mer information | Ierapetra             | Panathinaikos Athlitikos Omilos | 3 - 2         | AO Markópoulo                   |
| 2008-09 mer information | Ermoupoli             | Panathinaikos Athlitikos Omilos | 3 - 0         | GS Iraklis                      |
| 2009-10 mer information | Rethymno              | Panathinaikos Athlitikos Omilos | 3 - 1         | Olympiakos SF Pireus            |
| 2010-11 mer information | Samos                 | Olympiakos SF Pireus            | 3 - 2         | AEK                             |
| 2011-12 mer information | Preveza               | Olympiakos SF Pireus            | 3 - 2         | Panathinaikos Athlitikos Omilos |
| 2012-13 mer information | Santorini             | Olympiakos SF Pireus            | 3 - 1         | AEK                             |
| 2013-14 mer information | Pylos                 | Olympiakos SF Pireus            | 3 - 0         | Pannaxiakos AON                 |
| 2014-15 mer information | Agrinio               | Olympiakos SF Pireus            | 3 - 0         | Panathinaikos Athlitikos Omilos |
| 2015-16 mer information | Chios                 | Olympiakos S Pireus             | 3 - 0         | AEK                             |
| 2016-17 mer information | Glyfáda               | Olympiakos SF Pireus            | 3 - 1         | Pannaxiakos AON                 |
| 2017-18 mer information | Santorini             | Olympiakos SF Pireus            | 3 - 0         | Pannaxiakos AON                 |
| 2018-19 mer information | Serrai                | Olympiakos SF Pireus            | 3 - 1         | AO Thīras                       |
| 2019-20 mer information | Ej avslutad           | Ej avslutad                     | Ej avslutad   | Ej avslutad                     |
| 2020-21 mer information | Ilioupoli             | PAOK                            | 3 - 0         | AO Thīras                       |
| 2021-22 mer information | Heraklion             | Panathinaikos Athlitikos Omilos | 3 - 1         | AO Thīras                       |
| 2022-23 mer information | Arta                  | AEK                             | 3 - 1         | Panathinaikos Athlitikos Omilos |
| 2023-24 mer information | Loutraki              | Olympiakos SF Pireus            | 3 - 0         | AEK                             |
| 2024-25 mer information | Kozani                | Olympiakos SF Pireus            | 3 - 2         | Panionios GSS                   |

## Resultat per klubb
| Lag                             | Antal titlar | Vunna säsonger                                                                                    |
| ------------------------------- | ------------ | ------------------------------------------------------------------------------------------------- |
| Olympiakos SF Pireus            | 11           | 2010-11, 2011-12, 2012-13, 2013-14, 2014-15, 2015-16, 2016-17, 2017-18, 2018-19, 2023-24, 2024-25 |
| Panathinaikos Athlitikos Omilos | 6            | 2004-05, 2005-06, 2007-08, 2008-09, 2009-10, 2021-22                                              |
| FO Vrilīssiōn                   | 4            | 1998-99, 1999-00, 2002-03, 2003-04                                                                |
| Panellinios GS                  | 1            | 2000-01                                                                                           |
| ZAON                            | 1            | 2001-02                                                                                           |
| PAOK                            | 1            | 2020–21                                                                                           |
| AEK                             | 1            | 2022–23                                                                                           |